# Liste der Biografien/Ie
Liste der Biografien |
Portal Biografien |
Personensuche
# |
A |
B |
C |
D |
E |
F |
G |
H |
I |
J |
K |
L |
M |
N |
O |
P |
Q |
R |
S |
T |
U |
V |
W |
X |
Y |
Z |
?
 
Ia |
Ib |
Ic |
Id |
Ie |
If |
Ig |
Ih |
Ii |
Ij |
Ik |
Il |
Im |
In |
Io |
Ip |
Iq |
Ir |
Is |
It |
Iu |
Iv |
Iw |
Ix |
Iy |
Iz
Die Liste der Biografien führt alle Personen auf, die in der deutschsprachigen Wikipedia einen Artikel haben. Dieses ist eine Teilliste mit 26 Einträgen von Personen, deren Namen mit den Buchstaben „Ie“ beginnt.

## Ie
- Ié, Edgar (* 1994), portugiesischer Fußballspieler

### Ieh
- Iehsi, Ambilos (1935–1981), mikronesischer Politiker

### Iei
- Ieizumi, Rei (* 2000), japanischer Fußballspieler

### Iek
- Iek, U Ieong (* 1998), chinesischer Badmintonspieler (Macau)

### Iel
- Ielasi, Giuseppe (* 1974), italienischer Musiker (Gitarre, Elektronik)
- Ielemia, Apisai (1955–2018), tuvaluischer Politiker, Premierminister und Außenminister von Tuvalu
- Ielsch, Julien (* 1983), französischer Fußballspieler

### Iem
- Iemma, Morris (* 1961), australischer Politiker
- Iemmolo, Julie (* 1999), französische Triathletin

### Ien
- Ienaga, Akihiro (* 1986), japanischer Fußballspieler
- Iencsi, Adrian (* 1975), rumänischer Fußballspieler und -trainer
- Ieng Sary (1925–2013), kambodschanischer Funktionär der Roten Khmer
- Ieng, Thirith (1932–2015), kambodschanische Ministerin zur Zeit der Roten Khmer

### Ieo
- Ieong, Pek San (* 1993), chinesische Badmintonspielerin (Macau)

### Iep
- Iepure, Marius (* 1982), rumänisch-deutscher TanzsportlerMarius Iepure (* 1982)

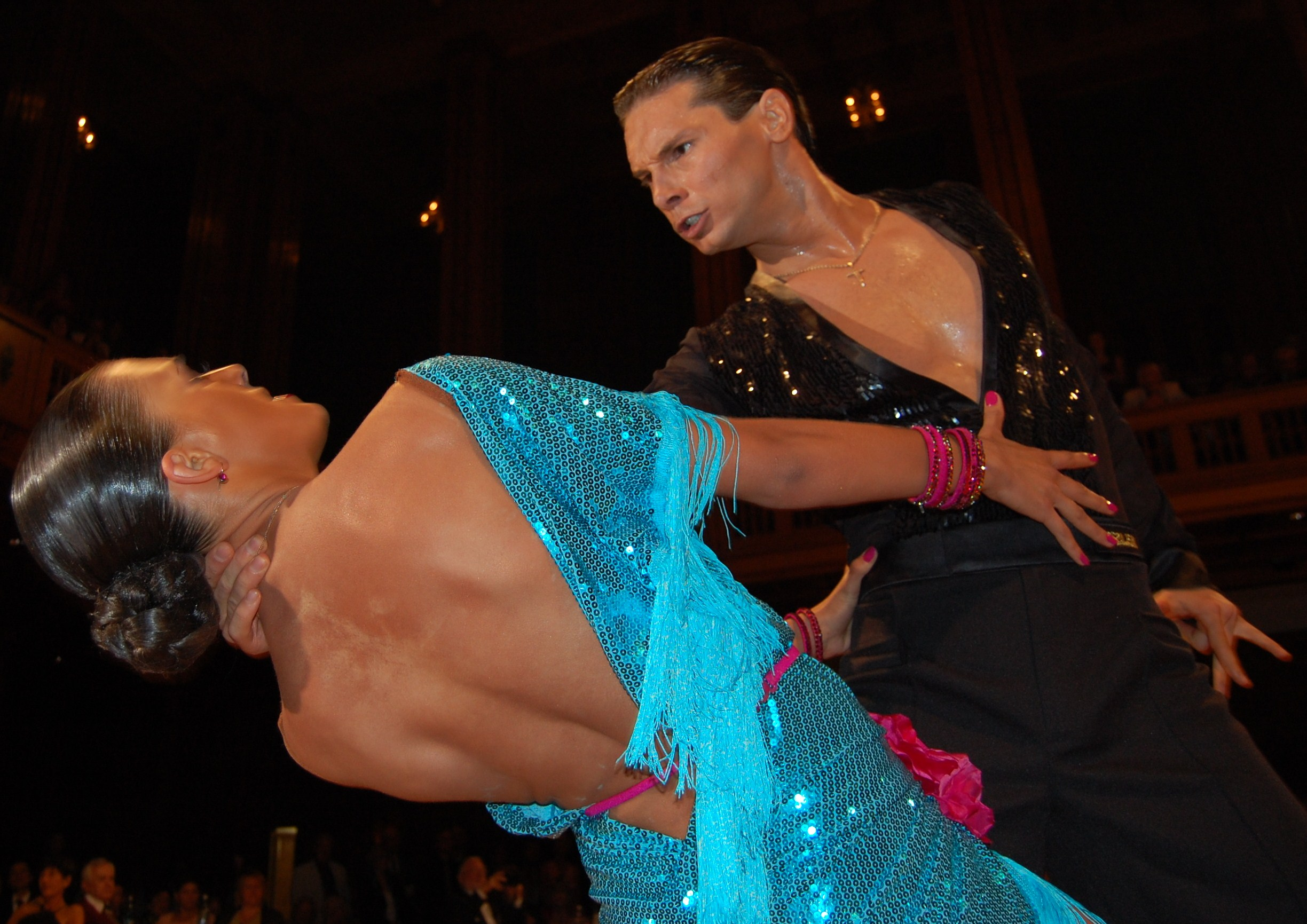
Marius Iepure (* 1982)

### Ier
- Ieralla, Vittorio (1903–1982), italienischer Aktivist
- Ierardi, Anthony R. (* 1960), US-amerikanischer Offizier, Generalleutnant der US-Army
- Iero, Frank (* 1981), US-amerikanischer Rhythmusgitarrist und Background-Sänger
- Ierodiakonou, Katerina, griechische Philosophiehistorikerin
- Iersel, Marleen van (* 1988), niederländische Beachvolleyballspielerin
- Ierssel, Cees van (* 1945), niederländischer Fußballspieler

### Ies
- Iešmantas, Gintautas (1930–2016), litauischer Politiker, Mitglied des Seimas und Schriftsteller
- Iestyn ap Gwrgan († 1093), letzter walisischer König von Morgannwg in Südwales

### Iet
- Ietani, Kazuo (* 1977), japanischer Langstreckenläufer

### Iez
- Iezza, Massimiliano (* 1974), italienischer Skirennläufer und Skicrosser
- Iezzo, Gennaro (* 1973), italienischer Fußballspieler